# التهاب معده
گاستریت، یا التهاب معده (به انگلیسی: Gastritis)، به التهاب مخاط معده گفته می‌شود که می‌تواند در اثر عوامل مختلفی به وجود آید. برخی از علل ایجادکننده گاستریت، شامل مصرف نوشیدنی‌های الکلی، یا استفاده طولانی‌مدت از داروهای ضد التهاب غیر استروئیدی مثل ایبوپروفن . آلوده شدن معده توسط هلیکوباکتر پیلوری هم یکی از علل ایجاد کننده گاستریت است.
گاهی گاستریت به دنبال جراحی‌های وسیع، سوختگی‌های شدید یا به دنبال تروماها و عفونت‌های شدید ایجاد می‌شود. همچنین گاستریت می‌تواند به دنبال عمل جراحی کاهش وزن ایجاد شود.
شایع‌ترین علامت ورم معده درد و احساس ناراحتی در بالای شکم است.
اعتقاد بر این است که گاستریت تقریباً نیمی از مردم در سراسر جهان تحت تأثیر قرار می‌دهد. در سال ۲۰۱۳ تقریباً ۹۰ میلیون مورد جدید از این بیماری وجود داشت. با افزایش سن افراد، بیماری شایع تر می‌شود.
این بیماری، همراه با یک وضعیت مشابه در قسمت اول روده به نام دوازدهه، منجر به مرگ ۵۰۰۰۰ نفر در سال ۲۰۱۵ شد. هلیکوباکتر پیلوری نخستین بار در سال ۱۹۸۱ توسط بری مارشال و رابین وارن کشف شد.

## مقاله‌های مرتبط
- زخم معده
- التهاب مری
- بیماری سلیاک
- بیماری کرون